# Jérôme Camil
Pour les articles homonymes, voir Camil.
Jérôme Malick Camil est un auteur de littérature jeunesse.

## Biographie
Jérôme Camil est né en 1973 à Abidjan, en Côte d'Ivoire, puis s'est installé en France. Tout en étant auteur jeunesse, Jérôme Camil travaille dans le monde associatif en s'impliquant dans des projets sociaux et culturels. Ainsi, il travaille par ailleurs dans un centre de santé communautaire, le Château en santé, installé dans les quartiers Nord de Marseille.
Il questionne au quotidien les relations filles-garçons, les assignations de genre en tant qu'animateur de prévention.

## Œuvres
- N’importe Crôa, éditions du Pas de l'échelle, 2015.
- Le voyage de Pööx, éditions du Pas de l’échelle, 2016.
- Une histoire courte, éditions Frimousse, 2018.
- Une fin de loup, Alice Jeunesse, 2019.
- Paf!, Alice Jeunesse, 2020.
- Spioutnik[3], Alice Jeunesse, 2020.
- Sa Majesté Ver Saï, Alice Jeunesse, 2021.
- J'ai vu le lion, le renard et la belette, Alice Jeunesse, 2021[4].
- Une lumière sous mon lit, Alice Jeunesse, 2022.
- Le sauté de lapin, Alice Jeunesse, 2023.
- Le plus beau jour de l'année, Alice Jeunesse, 2023.
- La révolution des lucioles, Alice Jeunesse, 2024.
- Pluche, la chatte de la sorcière, Alice Jeunesse, 2024.

## Style
Les procédés humoristiques présents dans les albums de Jérôme Camil sont : le comique de caractère, le comique de situation, le registre satirique et la répétition, l'accumulation.
Dans son livre, Une lumière sous mon lit, Jérôme Camil explore l'album en tant qu'objet, un livre que l'on prend, que l'on retourne afin d'essayer de comprendre le déroulement de cette histoire prise dans une boucle temporelle.
Il adapte certains de ses albums en vidéo, animées et doublées par ses soins. Sur sa chaîne YouTube Paf, figurent Une fin de loup, Paf ! et Ver Saï.

## Prix et distinctions
Jérôme Camil a reçu plusieurs prix et distinctions pour deux de ses albums jeunesses, Paf ! et Une fin de loup. Ils ont été lauréats du prix jeunesse des Incorruptibles, respectivement en 2022 et en 2021 dans la section CP.
L'album Paf! a été lauréat du Prix Gayant lecture 2021, lauréat du prix Ficelle 2021 dans la catégorie 8/10 ans.
J'ai vu le lion, le renard et la belette s'est vu décerner le prix Tatoulu en 2023, tout comme l'album Sa Majesté Ver Saï en 2022.
Le sauté de lapin a, quant à lui, reçu le prix de l’album jeunesse départemental 2024 décerné par les jeunes lecteurs corréziens.